# روبرت سيمون
روبرت سيمون (بالإنجليزية: Robert F. Simon)‏ (و. 1908 – 1992 م) هو ممثل، وممثل تلفزيوني، وممثل مسرحي، من الولايات المتحدة الأمريكية، ولد في مانسفيلد، أوهايو، توفي عن عمر يناهز 84 عاماً بسبب نوبة قلبية.

## وصلات خارجية
- روبرت سيمون على موقع IMDb (الإنجليزية)
- روبرت سيمون على موقع أول موفي (الإنجليزية)
- روبرت سيمون على موقع قاعدة بيانات برودواي على الإنترنت (الإنجليزية)
- روبرت سيمون على موقع قاعدة بيانات برودواي على الإنترنت (الإنجليزية)
- روبرت سيمون على موقع قاعدة بيانات الأفلام السويدية (السويدية)
- روبرت سيمون على موقع قاعدة بيانات الفيلم (الإنجليزية)